# 北海道道324号石狩沼田停車場線
北海道道324号石狩沼田停車場線（ほっかいどうどう324ごう いしかりぬまたていしゃじょうせん）は、北海道雨竜郡沼田町内を結ぶ一般道道（北海道道）である。

## 概要

### 路線データ
- 起点：北海道雨竜郡沼田町北1条3丁目（JR北海道 留萌本線 石狩沼田駅、北海道道867号達布石狩沼田停車場線交点）
- 終点：北海道雨竜郡沼田町南1条3丁目（国道275号交点）
- 路線延長：0.3km（総延長）

## 歴史
- 1960年（昭和35年）4月1日 - 307号として路線認定[1]。
- 1994年（平成6年）10月1日 - 路線番号を324に変更[2]。

## 地理

### 通過する自治体
- 空知総合振興局
  - 雨竜郡沼田町

### 交差する道路
沼田町
- 北海道道867号達布石狩沼田停車場線 - 北1条3丁目（起点）
- 国道275号 - 南1条3丁目（終点）

### 沿線にある施設など
沼田町
- JR北海道 留萌本線 石狩沼田駅 - 北1条3丁目
- 北空知信用金庫沼田支店 - 南1条2丁目5-3